# Gábor Zombori
Gábor Zombori (ur. 8 października 2002 w Szolnoku) – węgierski pływak, olimpijczyk z Tokio 2020, mistrz świata juniorów. Specjalizuje się w stylach dowolnym, grzbietowym i zmiennym.

## Udział w zawodach międzynarodowych

### Kariera juniorska
| Impreza                                | Rok  | Miejsce      | Konkurencja           | Wynik   | Wynik   |
| Impreza                                | Rok  | Miejsce      | Konkurencja           | Czas    | Miejsce |
| -------------------------------------- | ---- | ------------ | --------------------- | ------- | ------- |
| Igrzyska olimpijskie młodzieży         | 2018 | Buenos Aires | 50 m st. grzbietowym  | 26.63   | 8.      |
| Igrzyska olimpijskie młodzieży         | 2018 | Buenos Aires | 100 m st. grzbietowym | 56.21   | 7.      |
| Igrzyska olimpijskie młodzieży         | 2018 | Buenos Aires | 200 m st. grzbietowym | 2:03.04 | 9.      |
| Igrzyska olimpijskie młodzieży         | 2018 | Buenos Aires | 200 m st. zmiennym    | 2:05.19 | 7.      |
| Igrzyska olimpijskie młodzieży         | 2018 | Buenos Aires | 4x100 m st. zmiennym  | -       | 4.      |
| Mistrzostwa świata juniorów w pływaniu | 2019 | Budapeszt    | 200 m st. dowolnym    | 1:47.71 | 7.      |
| Mistrzostwa świata juniorów w pływaniu | 2019 | Budapeszt    | 400 m st. dowolnym    | 3:46.06 | złoto   |
| Mistrzostwa świata juniorów w pływaniu | 2019 | Budapeszt    | 4x100 m st. dowolnym  | -       | 8.      |
| Mistrzostwa świata juniorów w pływaniu | 2019 | Budapeszt    | 4x200 m st. dowolnym  | -       | 6.      |
| Mistrzostwa świata juniorów w pływaniu | 2019 | Budapeszt    | 50 m st. grzbietowym  | 25.75   | 12.     |
| Mistrzostwa świata juniorów w pływaniu | 2019 | Budapeszt    | 200 m st. grzbietowym | 2:01.80 | 16.     |
| Mistrzostwa świata juniorów w pływaniu | 2019 | Budapeszt    | 200 m st. klasycznym  | 2:15.36 | 12.     |
| Mistrzostwa świata juniorów w pływaniu | 2019 | Budapeszt    | 200 m st. zmiennym    | 2:02.13 | 11.     |
| Mistrzostwa świata juniorów w pływaniu | 2019 | Budapeszt    | 4x100 m st. zmiennym  | -       | 4.      |
| Mistrzostwa Europy juniorów w pływaniu | 2018 | Helsinki     | 50 m st. grzbietowym  | 26.85   | 16.     |
| Mistrzostwa Europy juniorów w pływaniu | 2018 | Helsinki     | 100 m st. grzbietowym | 55.30   | 7.      |
| Mistrzostwa Europy juniorów w pływaniu | 2018 | Helsinki     | 200 m st. grzbietowym | 1:59.87 | 4.      |
| Mistrzostwa Europy juniorów w pływaniu | 2019 | Kazań        | 50 m st. grzbietowym  | 26.38   | 14.     |
| Mistrzostwa Europy juniorów w pływaniu | 2019 | Kazań        | 100 m st. grzbietowym | 55.43   | 7.      |
| Mistrzostwa Europy juniorów w pływaniu | 2019 | Kazań        | 200 m st. grzbietowym | 2:00.06 | 5.      |
| Mistrzostwa Europy juniorów w pływaniu | 2019 | Kazań        | 400 m st. zmiennym    | 4:28.90 | 13.     |
| Olimpijski festiwal młodzieży Europy   | 2017 | Győr         | 100 m st. grzbietowym | 56.38   | brąz    |
| Olimpijski festiwal młodzieży Europy   | 2017 | Győr         | 200 m st. grzbietowym | 2:02.17 | złoto   |

### Kariera seniorska
| Impreza                                          | Rok  | Miejsce   | Konkurencja          | Wynik   | Wynik   |
| Impreza                                          | Rok  | Miejsce   | Konkurencja          | Czas    | Miejsce |
| ------------------------------------------------ | ---- | --------- | -------------------- | ------- | ------- |
| Igrzyska olimpijskie                             | 2020 | Tokio     | 400 m st. dowolnym   | 3:47.99 | 18.     |
| Igrzyska olimpijskie                             | 2020 | Tokio     | 4x200 m st. dowolnym | DSQ     | -       |
| Mistrzostwa Europy w pływaniu                    | 2021 | Budapeszt | 200 m st. dowolnym   | 1:48.84 | 25.     |
| Mistrzostwa Europy w pływaniu                    | 2021 | Budapeszt | 400 m st. dowolnym   | 3:48.88 | 12.     |
| Mistrzostwa Europy w pływaniu                    | 2021 | Budapeszt | 4x200 m st. zmiennym | -       | 6.      |
| Mistrzostwa Europy w pływaniu na krótkim basenie | 2019 | Glasgow   | 200 m st. dowolnym   | 1:46.15 | 29.     |
| Mistrzostwa Europy w pływaniu na krótkim basenie | 2019 | Glasgow   | 400 m st. dowolnym   | 3:45.14 | 20.     |
| Mistrzostwa Europy w pływaniu na krótkim basenie | 2019 | Glasgow   | 50 m st. grzbietowym | 24.56   | 43.     |
| Mistrzostwa Europy w pływaniu na krótkim basenie | 2019 | Glasgow   | 100 m st. zmiennym   | 54.19   | 26.     |